# Oxyanthus haerdii
Oxyanthus haerdii är en måreväxtart som beskrevs av Diane Mary Bridson. Oxyanthus haerdii ingår i släktet Oxyanthus och familjen måreväxter. Inga underarter finns listade i Catalogue of Life.